# Szaberplac na pl. Grunwaldzkim we Wrocławiu
Szaberplac na pl. Grunwaldzkim  – nieoficjalna nazwa  (z niem. Schaperplatz) targowiska istniejącego we Wrocławiu przy placu Grunwaldzkim po II wojnie światowej, zlikwidowanego decyzją rady miejskiej w czerwcu 1946. Szaberplacem w mowie potocznej mieszkańców Śląska nazywano również inne targowiska, w tym bazar w Katowicach.

## Plac targowy
Szaberplac był największym targowiskiem na Śląsku, powstałym pierwotnie przy placu Nankiera, a następnie przeniesionym na plac Grunwaldzki, w miejsce dawnego lotniska powstałego podczas oblężenia Wrocławia. Na szaberplacu handlowano wszystkim, a zwłaszcza mieniem poniemieckim uzyskanym w nielegalny sposób. Były tam maszyny, meble, zastawy stołowe, rowery, zwierzęta, produkty spożywcze. Plac podzielony był samoistnie na sektory. W okolicy obecnego Instytutu Matematycznego handlowano motocyklami i rowerami, w okolicy obecnej ulicy Norwida można było kupić meble, zwierzętami zaś handlowano w północnej części placu, blisko mostu Szczytnickiego. Jednak szaberplac to nie tylko targowisko – działały tu garkuchnie różnych narodów. Tak o szaberplacu mówił matematyk Wacław Sierpiński:

Mówią wolapikiem, szachrują, oglądają, oddają, wracają, pakują i popychają się, największa kupa dziadów na największej kupie cegieł i rumowiska w Europie.

Handlujący uzasadniali proceder najczęściej tym, że z powodu Niemców doznano największych strat materialnych, choć głównym powodem był brak towarów na rynku. Handlowali tu również Niemcy, wyprzedający część swojego dobytku przed wysiedleniem. Innym rodzajem szabru był handel prowadzony przez ekipy pracownicze ze zrujnowanych zakładów, przede wszystkim Dolnego Śląska, którzy szukali części do swoich maszyn i innych przedmiotów niezbędnych do rozpoczęcia produkcji. Stosunek władz do targowiska był ambiwalentny – z jednej strony uprawiano tam nielegalny proceder, z drugiej zaś osłabiąło napięcia wywołane powojennymi brakami zaopatrzenia praktycznie we wszystkim. Mimo to władze przeprowadzały czasem obławy, połączone z konfiskowaniem zakwestionowanych towarów. Ponadto na placu dochodziło do awantur, zdarzały się strzelaniny.
Formalnie plac targowy zlikwidowano w czerwcu 1946, a handel przeniesiono na plac Strzelecki.

## Szaberplac w kulturze
W 2017 w Teatrze Współczesnym we Wrocławiu odbyła się premiera sztuki Szymona Bogacza Szaberplac moja miłość, będącej opowieścią o powojennym Wrocławiu i targowisku. Spektakl wyreżyserowała Tanja Miletić Oručević.